# Andreas Haddad
Andreas Daniel Gabriel Haddad (eredetileg Andreas Daniel Gabriel Turander; Stockholm, 1982. május 5. –) asszír-svéd labdarúgó, 2013 óta a svéd Hammarby IF csatára.
2008 januárjában féléves szerződést írt alá a csapattal, de két hónappal később sérülései miatt felbontották. Pályafutását Svédországban kezdte, ahol az AIK és a Spårvägens FF utánpótlásában szerepelt. Haddad korábban játszott a svéd Assyriska Föreningenben, rövid ideig a norvég Lillestrøm SK-ban is szerepelt kölcsönben, amajd 2006-ban leigazolták. Volt a dán Vejle BK játékosa is, de nem lépett pályára. Megfordult az ománi bajnokságban is, az Al-Oruba SC csapatában 8 meccsen 7 gólt szerzett. Ő az első svéd labdarúgó, aki megfordult az arab ország bajnokságában. Már behívták a svéd labdarúgó-válogatottba, de pályára nem lépett, így szerepelhetne török vagy iráni színekben is. Érdekesség, hogy svéd csapattársa a Hammarbyban, Kennedy Bakircioglü, szintén asszír származású.